# Lovászy Károly
Lovászy Károly, Szabó-Lovászi (Szentes, 1887. augusztus 2. – Budapest, 1952. október 3.) magyar író, költő, újságíró, humorista, igazgató.

## Életpályája és munkássága
Szabó-Lovászi József gépészlakatos és Szabó Mária fia. Pamfletszerű tárcákban, bökversekben panamákat, botrányokat leplezett le, nemegyszer nevén nevezte a szereplőket. Vágóhíd című élclapja az irodalmi és művészeti életet tűzte tollhegyre. A Holnap antológiáról is közölt paródiákat. 1912-ben Ugat címmel a Nyugat külsejét, tipográfiáját is utánzó paródiafüzetet írt. A Nyolcak művészeti csoportját megvédte a konzervatívok ellenében. Dalait megzenésítették a kabarék számára, ahol jeleneteit is bemutatták. A háború előtti irodalmi kabarét 1922-ben fel akarta támasztani, de a Simplicissimus csak 1923 végéig élt.

## Családja
Felesége Schwarcz Ilona (1891–1948) volt, Schwarcz Sándor és Grosz Róza lánya. Elváltak. Gyermekük Lovászy Péter (1915–?) újságíró. Második felesége Brecher Lucy Róza volt, akit 1933. április 20-án Budapesten, a Terézvárosban vett nőül.

## Művei
- A fekete leves. Versek a serdültebb kávéházi publikum számára; Kertész Ny., Budapest, 1909
- Holnapután kiskedden. Modern poéták verseskönyve, melyből a nyájas publikum megtudja, mimódon pöngetik a lantot magyarhon új dalosai; Kertész Ny., Budapest, 1909
- Kis imbisz. Iskolai gyakorlatok, természetrajzi, nép- és földrajzi tanulmányok, különös tekintettel a pesti viszonyokra; Bartos, Szeged, 191?
- Utazás egy cigaretta körül; Schenk, Budapest, 191? (Mozgó könyvtár)
- Pesti versek; Dick, Budapest, 1911
- Pfujságok és pfujságírók. Így nyírtok ki. Lovászy Károly tréfája; Galantai, Budapest, 1912
- Ugat; szerk. Lovászy Károly; Tevan, Békéscsaba, 1912 (Nyugat-paródia)
- Magyar fütyülő. Lovászy Károly tréfája. Szerk. Gróf Iszap István, Herczeg Ferencz; Galántai Biz., Budapest, 1913
- Anyám, én nem iyen lovat akartam. Lovászy Károly komoly versei; Löbl Ny., Budapest, 1913
- Butapest; Galantai, Budapest, 1913
- Különös könyv. Lovászy Károly tréfája; Jenei Ny., Budapest, 1914
- Lovászy Károly irodalmi karikaturái. Pesti Hirlap Budapest, 1914. XXXV. évtisza. 2000000. szám, Bornyúnyúzó Péntek; Lőbl Mór Kő- és Könyvnyomda, Budapest, 1914
- Lötyög a fejem és egyéb komédiák; Galantai, Budapest, 1916 (Galantai könyvtár)
- Napóleon a szanatóriumban. Budapesti szatirikus regény és egyéb komédiák; Jókai Ny., Budapest, 1916 (Galantai könyvtár)
- Pfújságok és pfújságírók. Így nyírtok ti! Lovászy Károly tréfája; 2. kiad.; Galántai, Budapest, 1918 (Galantai könyvtár)
- Gyenge Szovjet... Egy csendes ellenforradalmár megfigyelései; Bristol, Budapest, 1919
- Közép-Európa legerősebb asszonya; ford. Balla Mihály; Athenaeum, Budapest, 1923 (Ajándék)
- A szívem. Válogatott versek; Pallas, Budapest, 1921
- Egy szegény festő szerencséje. Regény; Tolnai, Budapest, 1924 (Tolnai regénytára)
- Végzetes cirkuszelőadás. Regény; Tolnai, Budapest, 1924
- A postagalamb. Regény és karcolatok; Tolnai, Budapest, 1925 (Színes regénytár)
- Parasztköltők, avagy Miként pöngetik a lantot hazánk legújabb divatú poétái. Gúnyversek; szerzői, Budapest, 1935
- A Fészek verseskönyve; szerzői, Budapest, 1947